# La Pobla de Vallbona
La Pobla de Vallbona è un comune spagnolo di 20 431 abitanti situato nella comunità autonoma Valenciana.